# Eichstedt (Altmark)

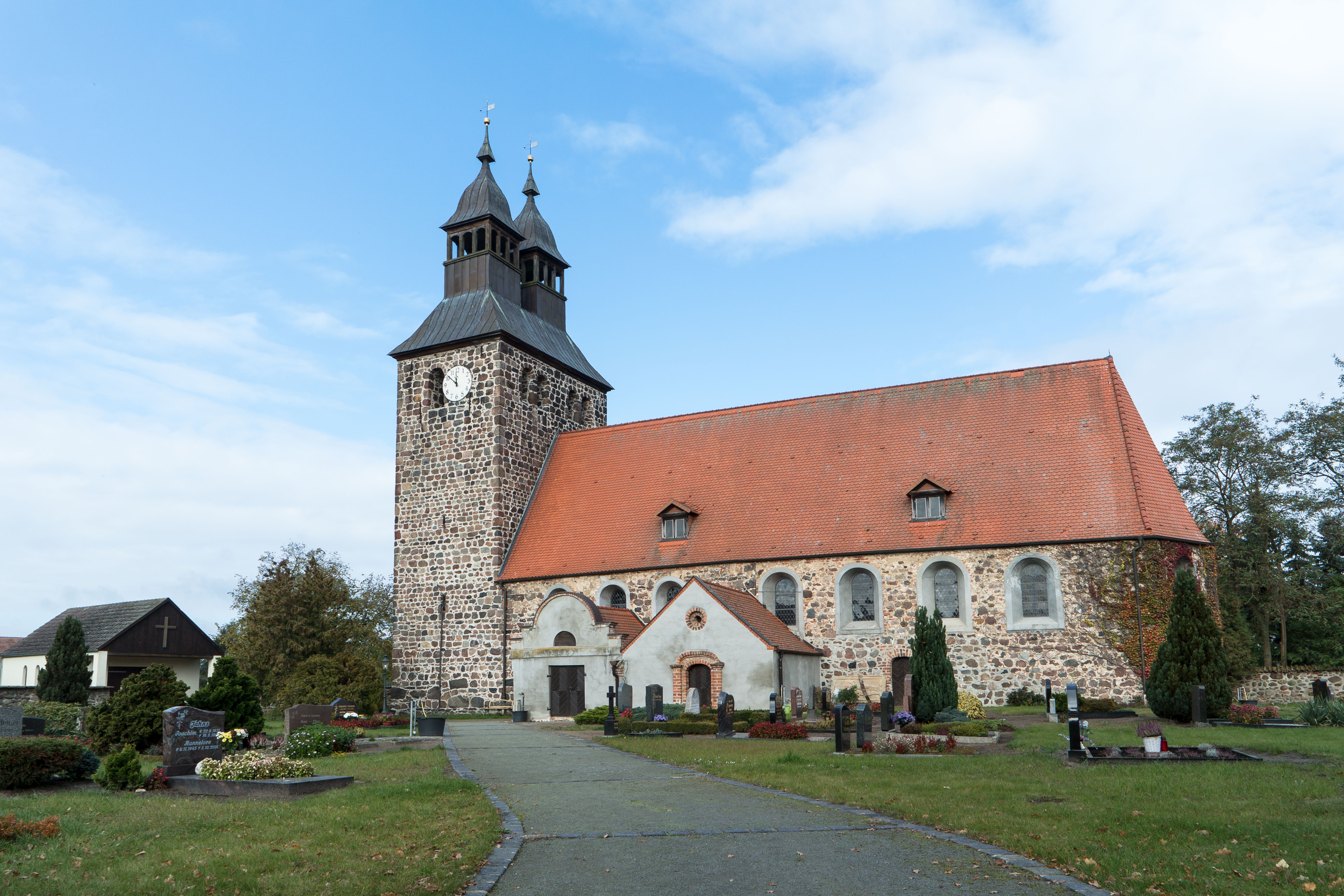
St.-Katharinen-Kirche Eichstedt

Eichstedt (Altmark) ist eine Gemeinde im Landkreis Stendal in Sachsen-Anhalt. Sie gehört der Verbandsgemeinde Arneburg-Goldbeck an, die ihren Verwaltungssitz in der Gemeinde Goldbeck hat.

## Geographie
Eichstedt liegt in der Ostaltmark am rechten Ufer der Uchte, etwa acht Kilometer nördlich von Stendal.
Zur Gemeinde Eichstedt (Altmark) gehören die Ortsteile Baben (mit der Villa Baben), Baumgarten, Eichstedt (Altmark), Lindtorf und Rindtorf.
Nachbargemeinden von Eichstedt (Altmark) sind Goldbeck im Norden, Hohenberg-Krusemark im Nordosten, Arneburg im Osten, Hassel im Südosten, Stendal im Süden und Westen sowie Klein Schwechten im Nordwesten.

## Geschichte

### Mittelalter bis Neuzeit
Im Jahr 1204 wurden Wolradus et Theodericus de Eckstede als Zeugen in einer Urkunde genannt. 1225 war Tiderici de Ecsted ein Zeuge.
Das gilt als erstmalige Erwähnung des ursprünglich als Rundling angelegten Dorfes Eichstedt in Urkunden. Nach ihm nannte das altmärkische Uradelsgeschlecht von Eichstedt, dessen Wappen mit den gestürzten Schwertern auf blauem Grund sich auch im Gemeindewappen wiederfindet.

### Eingemeindungen
Am 30. September 1928 wurde der Gutsbezirk Eichstedt mit der Landgemeinde Eichstedt, der Landgemeinde Baumgarten und mit dem Gutsbezirk Baumgarten zu einer Landgemeinde Eichstedt zusammengeschlossen.
Am 25. Juli 1952 wurde die Gemeinde Eichstedt vom Landkreis Stendal in den Kreis Stendal umgegliedert, nach dessen Auflösung kam sie am 1. Juli 1994 zum neuen Landkreis Stendal. Zu einer Namensänderung kam es am 1. Januar 1998, als sich die Gemeinde von Eichstedt in Eichstedt (Altmark) umbenannte.
Durch einen Gebietsänderungsvertrag haben die Gemeinderäte der Gemeinden Baben, Eichstedt (Altmark) und Lindtorf beschlossen, dass ihre Gemeinden aufgelöst und zu einer neuen Gemeinde mit dem Namen Eichstedt (Altmark) vereinigt werden. Dieser Vertrag wurde vom Landkreis als unterer Kommunalaufsichtsbehörde genehmigt und trat am 1. Januar 2010 in Kraft.

### Einwohnerentwicklung

#### Dorf/Landgemeinde/Gemeinde
| Jahr | Einwohner |
| ---- | --------- |
| 1734 | 236       |
| 1772 | 176       |
| 1790 | 296       |
| 1798 | 289       |
| 1801 | 287       |
| 1818 | 296       |
| 1840 | 303       |
| 1864 | 369       |

| Jahr | Einwohner |
| ---- | --------- |
| 1871 | 308       |
| 1885 | 339       |
| 1892 | [00]425   |
| 1895 | 402       |
| 1900 | [00]456   |
| 1905 | 469       |
| 1910 | [00]500   |
| 1925 | 595       |

| Jahr | Einwohner |
| ---- | --------- |
| 1939 | 615       |
| 1946 | 950       |
| 1964 | 635       |
| 1971 | 608       |
| 1981 | 509       |
| 1990 | [00]463   |
| 1993 | 466       |
| 2006 | 450       |

| Jahr | Einwohner |
| ---- | --------- |
| 2009 | 1012      |
| 2010 | 0989      |
| 2018 | 0901      |
| 2020 | 0918      |
| 2021 | 0872      |

#### Ortsteil
| Jahr | Einwohner |
| ---- | --------- |
| 2014 | 322       |
| 2015 | 344       |
| 2017 | 337       |
| 2018 | 326       |
| 2020 | 312       |
| 2021 | 338       |
| 2022 | [0]323    |
| 2023 | [0]323    |

### Gut/Gutsbezirk
| Jahr | Einwohner |
| ---- | --------- |
| 1871 | 52        |
| 1885 | 59        |
| 1895 | 48        |
| 1905 | 31        |

Quelle, wenn nicht angegeben, bis 2006:

## Religionen

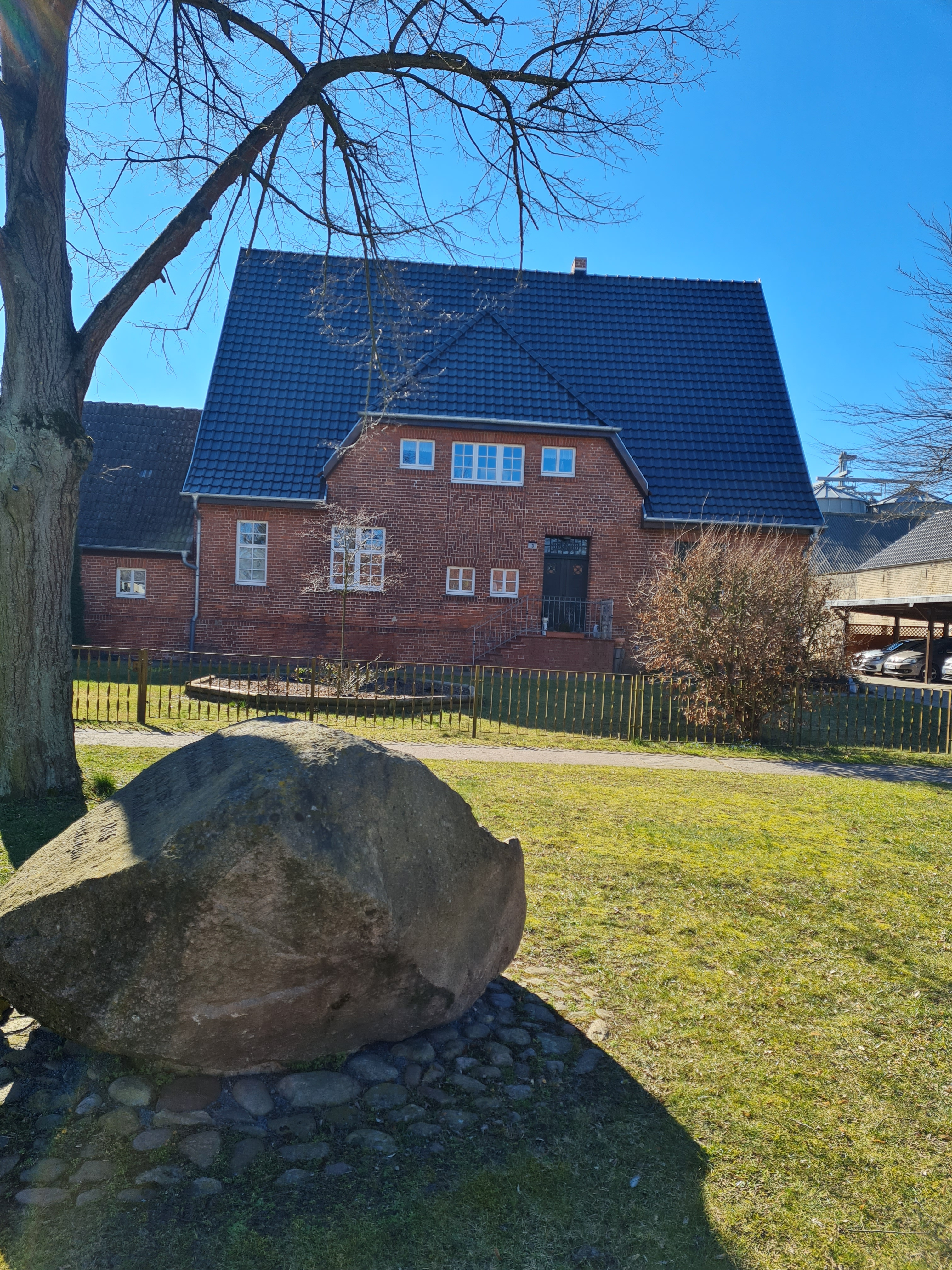
Pfarrhaus mit Gedenkstein für Gustav Nachtigal

Die Volkszählung in Deutschland 2022 zeigte, dass von den 837 Einwohnern der Gemeinde Eichstedt (Altmark) rund 30 % der evangelischen und rund 3 % der katholischen Kirche angehörten.
Die evangelischen Kirchengemeinden Eichstedt und Baumgarten gehörten zur Pfarrei Eichstedt, die Kirchengemeinden Baben und Lindtorf zur Pfarrei Baben, während Rindtorf als mater combinata zur Pfarrei Jarchau gehörte.
Die Kirchengemeinde Eichstedt gehört jetzt zum Pfarrbereich Klein Schwechten. Am 1. Juni 2007 wurden die evangelischen Kirchengemeinden Lindtorf und Rindtorf zum evangelischen Kirchspiel Lindtorf-Rindtorf zusammengeschlossen. Es gehört wie die Kirchengemeinden Baben und Baumgarten zum Pfarrbereich Arneburg. Beide Pfarrbereiche gehören zum Kirchenkreis Stendal im Bischofssprengel Magdeburg der Evangelischen Kirche in Mitteldeutschland.
Die katholischen Christen gehören zur Pfarrei St. Anna in Stendal.

## Politik

### Bürgermeister
Matthias Templin ist seit Januar 2024 ehrenamtlicher Bürgermeister der Gemeinde. Er wurde im Oktober 2023 in einer Stichwahl gewählt. Sein Vorgänger Karlheinz Schwerin war 24 Jahre im Amt.

### Gemeinderat
Bei Gemeinderatswahl am 9. Juni 2024 waren 10 Sitze zu vergeben (in Klammern Sitze nach der Wahl von 2019):
- 2 Sitze Wählergemeinschaft Rindtorf/Lindtorf (3 Sitze)
- 2 Sitze CDU (1 Sitz)
- je 1 Sitz für:
  - AfD
  - Wählergemeinschaft Eichstedt (3 Sitze)
  - Einzelbewerber Weidner
  - Einzelbewerberin Teuber
  - Einzelbewerber Köhne
  - Einzelbewerber Schwerin

Der Bürgermeister ist ebenfalls Mitglied des Gemeinderats.
Von 702 Wahlberechtigten hatten 545 ihre Stimme abgegeben, die Wahlbeteiligung betrug damit 77,64 Prozent.
Die Wählergemeinschaft Baben und der Einzelbewerber Schwerin hatten beide 58 Stimmen erreicht. Der Sitz wurde dem Einzelbewerber Schwerin zugeteilt.

### Wappen
Das Wappen wurde am 28. Juli 2004 durch das Regierungspräsidium Magdeburg genehmigt.
Blasonierung: „Gespalten von Blau und Silber; vorn fächerförmig drei gesenkte goldene Schwerter mit rundem Kopf, hinten pfahlweise zwei blaue Eichenblätter mit je zwei kleinen goldenen Eicheln in blauer Kapsel an den Blattstielen.“
Die Farben der Gemeinde sind Blau - Silber (Weiß).
Die Tinktur Blau bezieht sich auf die Uchte, die Eichstedt im Bogen umfließt. Auf die Familie von Eichstedt weisen die drei Schwerter hin, deren Stammsitz Eichstedt erstmals 1204 urkundlich erwähnt wurde. Durch die mit Eicheln bewinkelten zwei Eichenblätter wird Bezug auf den Ortsnamen und auf die beiden Ortsteile Eichstedt und Baumgarten genommen.
Das Wappen wurde vom Kommunalheraldiker Jörg Mantzsch gestaltet und ins Genehmigungsverfahren geführt.
Der Gemeinderat der neugebildeten Gemeinde Eichstedt (Altmark) hat am 14. Januar 2010 beschlossen, dass alte Wappen der eingeflossenen Gemeinde Eichstedt anzunehmen und weiterzuführen. Dies wurde am 1. Februar 2010 durch den Landkreis genehmigt.

### Flagge
Die Flagge ist Weiß - Blau (1:1) gestreift (Querform: Streifen waagerecht verlaufend, Längsform: Streifen senkrecht verlaufend) und mittig mit dem Gemeindewappen belegt.

## Kultur und Sehenswürdigkeiten

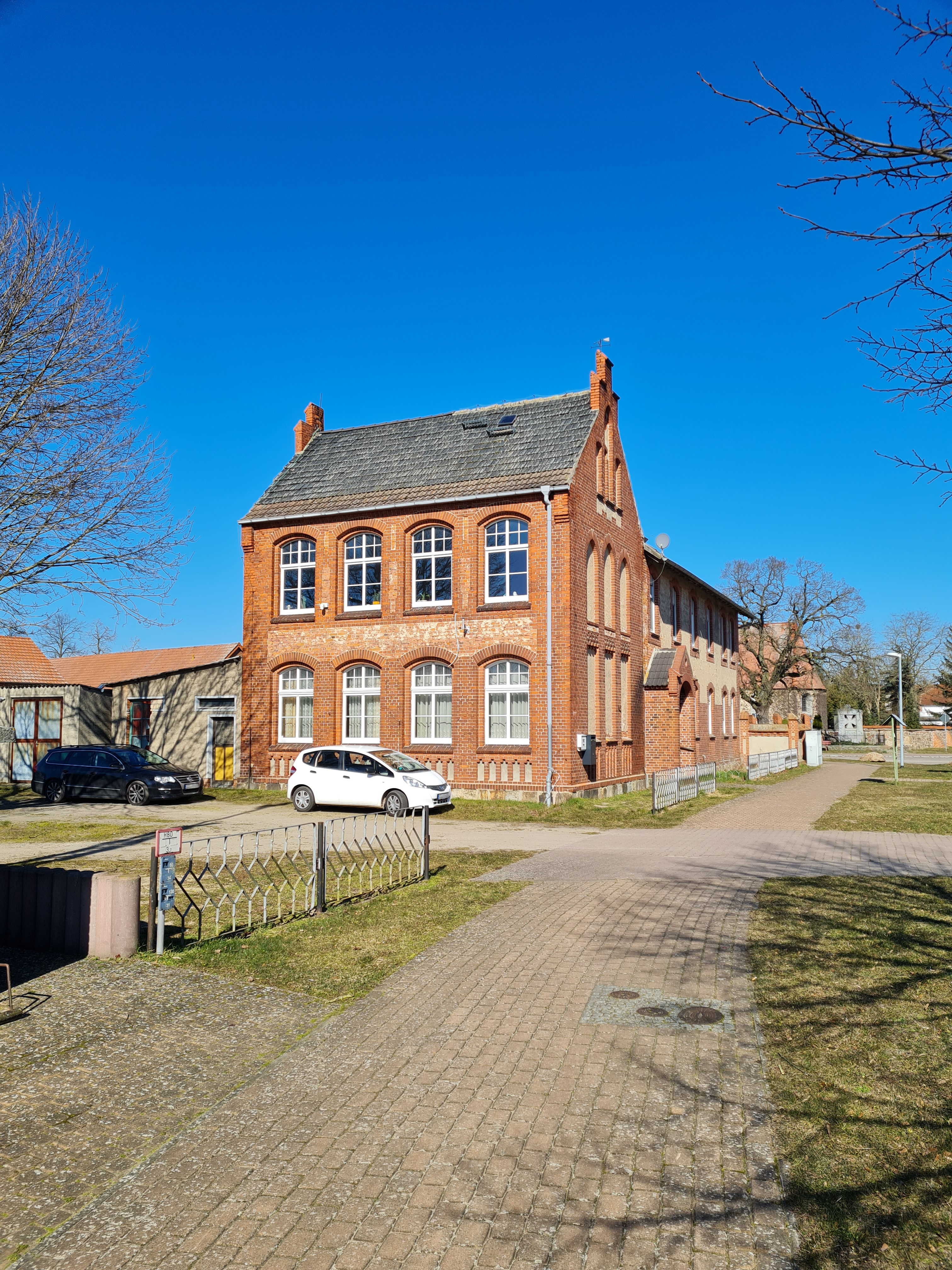
Alte Schule

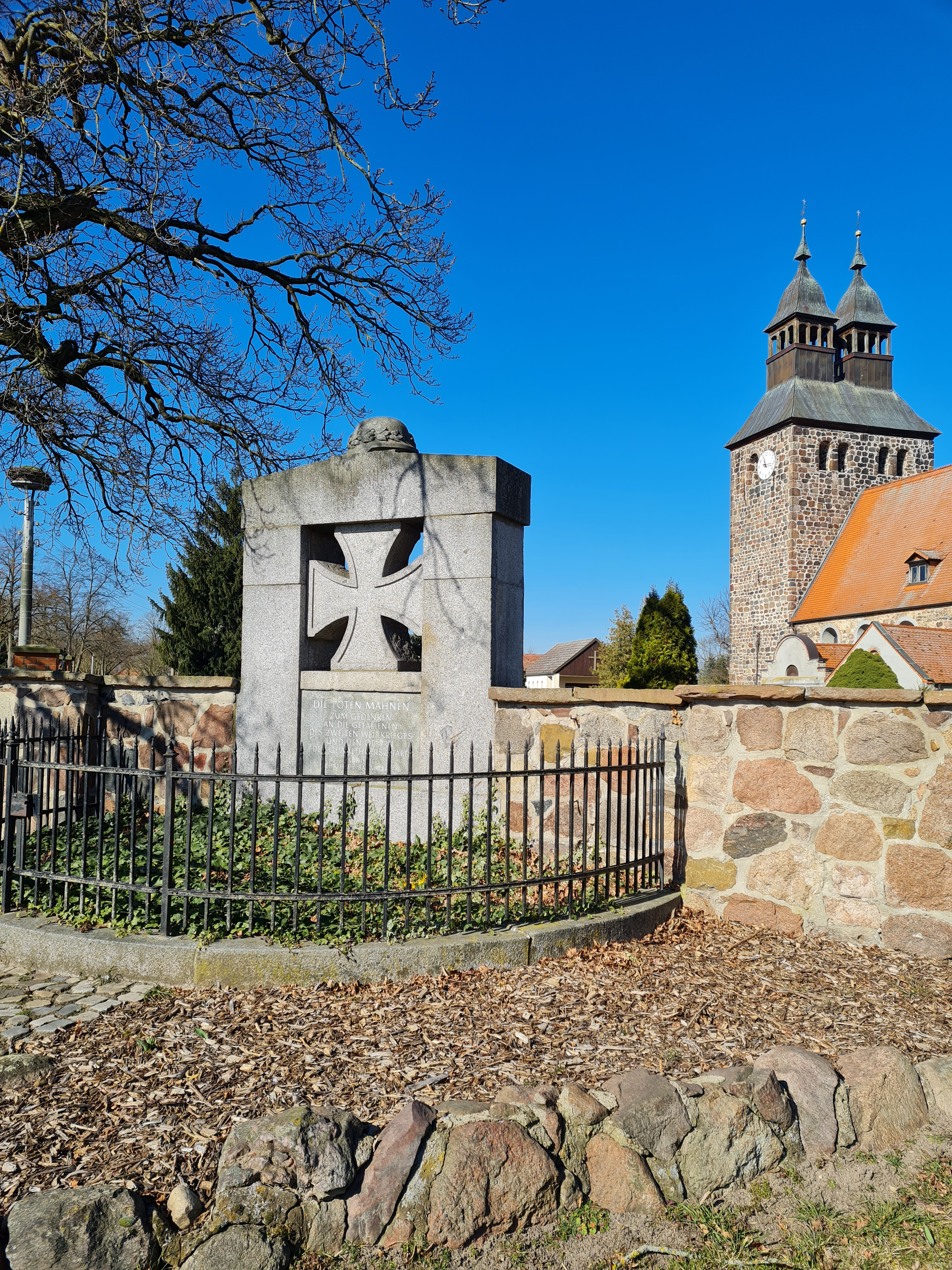
Gefallenendenkmal

- Die evangelische Katharinenkirche in Eichstedt ist eine umgebaute Feldsteinkirche, die vom Bischof von Havelberg geweiht wurde.[29] Beckmann berichtete 1753 von einem 500 Jahre alten Siegel der Weihe.[30] Das von Wilhelm Zahn angegebene Weihejahr 1230 ist urkundlich nicht erwiesen.[31] Im Jahre 1725 wurde der Chor abgebrochen und das Schiff nach Osten verlängert. Auf der Südseite befindet sich ein barocker Gruftanbau der Familie von Schulenburg.[29]
- Der Ortsfriedhof befindet sich auf dem Kirchhof.
- In Eichstedt steht auf dem Kirchhof ein Denkmal aus Granitblöcken mit großem Eisernen Kreuz als Mittelteil und gekrönt von einer Stahlhelm-Plastik für die Gefallenen des Ersten und Zweiten Weltkrieges.[32]
- Die ehemalige Dorfschule steht unter Denkmalschutz.
- Eichstedt hat ein lebendiges Vereinsleben, wie beispielsweise den Sportverein mit mehreren Untergruppen (SV Eichstedt Altmark e. V.), den Förderverein der Freiwilligen Feuerwehr und den Eichstedter Chor (Mitglied im Chorverband Sachsen-Anhalt).
- Der Dorfkrug und die Kindertagesstätte tragen ebenfalls dazu bei, das Leben in Eichstedt attraktiv zu machen.

## Wirtschaft und Infrastruktur

### Verkehrsanbindung
- Der Haltepunkt Eichstedt (Altm) liegt an der Bahnstrecke Magdeburg–Stendal–Wittenberge und wird von der Linie S1 (Schönebeck-Salzelmen–Magdeburg–Stendal–Wittenberge) der S-Bahn Mittelelbe im Stundentakt bedient.
- Von Eichstedt (Altmark) führt eine Landstraße über Jarchau nach Arneburg sowie nach Stendal.
- Es verkehren Linienbusse und Rufbusse von stendalbus.[33]

## Persönlichkeiten
- Gustav Nachtigal (1834–1885), Afrikaforscher, wurde in Eichstedt geboren.